# Torreneules
El Torreneules és una muntanya de 2.713,2 metres d'altitud del terme municipal de Queralbs, a la comarca catalana del Ripollès. És a la part nord-oriental del terme, al nord-est de Queralbs i a llevant del Santuari de Núria. Forma part d'una carena que s'estén des del Pic de la Fossa del Gegant cap al sud i sud-est. En formen part també el cim de Rocs Blancs, el Puig de Fontnegra i el Cim de la Coma del Clot. Aquest darrer és el més proper al Torreneules, i està situat al seu nord-oest. El Torreneules és el de més al sud-est de la carena.
Aquest cim està inclòs al llistat dels 100 cims de la FEEC.

## Rutes
La ruta d'ascensió al Torreneules és d'una dificultat alta, amb un desnivell de 700 metres i s'allarga de mitjana durant 2 hores i 20 minuts fins a fer cim. L'ascensió s'inicia en el refugi de Coma de Vaca, a 1.995 m i s'avança en direcció nord, travessant el riu de Coma de Vaca i deixant a la dreta el refugi homònim. S'ha de continuar pujant per la vall fins a trobar una esplanada lateral a la banda esquerra del riu. En aquell moment cal prendre el camí que s'enfila per un terreny no gaire rost vora el riu. Després d'una distància llarga, se salta per una zona de rierols i aiguamolls fins a topar amb la confluència del rierol que descendeix del puig de Fontnegra i el que baixa del coll de Carançà. En aquell punt, ja hauria d'haver transcorregut una hora des de l'inici de l'ascensió.
Es deixa el camí i s'avança primerament en direcció oest-sud-oest i, seguidament, en direcció oest per un cresta herbada. Més endavant, s'ha de virar per un nou llom empedrat en direcció sud-sud-oest distingible pels arbusts de neret. Aquesta cresta duu per un camí ben marcat que s'enfila per un gran pendent fins al coll del Torreneules (2.561 m), després de resseguir algunes llaçades curtes.
Després de dues hores de recorregut, s'inicia el tercer i últim tram de l'ascensió, que duu al cim. S'avança en direcció sud-est per la carena decantant-se majoritàriament a l'esquerra fins a fer el cim del Torreneules.